# Masao Ono
Masao Ono (大埜 正雄, Ono Masao, Kanagawa, 2 maart 1923 – 11 februari 2011) was een Japans voetballer die als middenvelder speelde.

## Clubcarrière
Ono speelde voor University of Tokyo LB en Nissan Chemical. Ono veroverde er in 1949 de Beker van de keizer.

## Japans voetbalelftal
Masao Ono debuteerde in 1954 in het Japans nationaal elftal en speelde 3 interlands.

## Statistieken
| Japans voetbalelftal | Japans voetbalelftal | Japans voetbalelftal |
| Jaar                 | Wed.                 | Dlp.                 |
| -------------------- | -------------------- | -------------------- |
| 1954                 | 3                    | 0                    |
| Totaal               | 3                    | 0                    |